# قائمة أنواع التوت
يوجد عدة أنواع من جنس التوت:	  
- توت أسود (الاسم العلمي: Morus nigra)
- توت أبيض (الاسم العلمي: Morus alba)
- توت صيني (الاسم العلمي: Morus cathayana)
- توت ميسي الورق (الاسم العلمي: Morus celtidifolia)
- توت أفريقي (الاسم العلمي: Morus mesozygia)
- توت أحمر (الاسم العلمي: Morus rubra)
- توت منشاري (الاسم العلمي: Morus serrata)
- توت منغولي (الاسم العلمي: Morus mongolica)
- توت مميز (الاسم العلمي: Morus insignis)
- توت لباني (الاسم العلمي: Morus liboensis)
- توت ماكرورا (الاسم العلمي: Morus macroura)
- توت بارز (الاسم العلمي: Morus notabilis)
- توت ثلاثي الفلقات (الاسم العلمي: Morus trilobata)
- توت ويتيوروم (الاسم العلمي: Morus wittiorum)